# Laurence Myrga
Marcelle Marie Clémence Tulle dite Laurence Myrga, née le 13 juin 1894 à Antibes, et morte le 31 octobre 1988 à Labastide-du-Vert (Lot), est une actrice française des années 1920.

## Biographie
On ne sait rien de Marcelle Tulle jusqu'à la Première Guerre mondiale au cours de laquelle elle s'engage comme chauffeur au sein de l'YMCA, sans doute après le débarquement de l'armée américaine en juin 1917. C'est peut-être à l'occasion de ses fonctions qu'elle va rencontrer le lieutenant d'artillerie Léon Poirier avec lequel elle tournera après la fin du conflit. Celle qu'on appelle désormais Mlle Myrga ne sera présente sur les écrans que dans les 7 films de Léon Poirier sortis entre 1920 et 1925.
Commentant L'Ombre déchirée, Louis Delluc écrit à propos de l'actrice : « Mlle Myrga a une grâce presque amère et une harmonie de ton dont nous espérons beaucoup ». Pourtant, malgré les bonnes critiques à son égard dans les rôles qu'elle interprétera par la suite, Laurence Myrga quittera définitivement les plateaux de cinéma moins de cinq ans plus tard pour se consacrer à l'exploitation de salles de cinéma.
Avec Armand Tallier, elle crée en 1925 le Studio des Ursulines, salle consacrée aux films d'avant-garde, puis en 1929 reprend le "Cinéma des Agriculteurs" au 8, rue d'Athènes, et enfin en 1933 "L'Ermitage" au 72,avenue des Champs-Élysées. À cause peut-être d'une concurrence de plus en plus nombreuse et sans doute aussi d'une programmation trop orientée sur les films muets d'avant-guerre, les spectateurs se font plus rares contraignant les directeurs-gérants à déposer le bilan le 18 novembre 1936 au tribunal de Commerce de Paris qui prononcera leur faillite le 14 décembre suivant,. Après cet échec, Laurence Myrga semble s'être éloignée du milieu du cinéma.
Le Studio des Ursulines rouvrira en mai 1938 en conservant l'esprit de ses fondateurs.

## Filmographie
- 1920 : Narayana de Léon Poirier : Sari-Yana[15]
- 1921 : L'Ombre déchirée de Léon Poirier : Muriel
- 1921 : Le Coffret de jade de Léon Poirier : Leïlah
- 1922 : Jocelyn de Léon Poirier : Laurence[16]
- 1923 : Geneviève de Léon Poirier : Geneviève
- 1923 : L'Affaire du courrier de Lyon de Léon Poirier : Madeleine Brébant
- 1925 : La Brière de Léon Poirier : Théotiste